# Olympische Sommerspiele 1988/Teilnehmer (Sudan)
| Gelbes Symbol für Goldmedaillen mit stilisierten Olympischen Ringen | Graues Symbol für Silbermedaillen mit stilisierten Olympischen Ringen | Braundes Symbol für Bronzemedaillen mit stilisierten Olympischen Ringen |
| ------------------------------------------------------------------- | --------------------------------------------------------------------- | ----------------------------------------------------------------------- |
| —                                                                   | —                                                                     | —                                                                       |

Der Sudan nahm an den Olympischen Sommerspielen 1988 in Seoul, Südkorea, mit einer Delegation von acht Sportlern (allesamt Männer) teil.

## Teilnehmer nach Sportarten

### Boxen
- Peter Anok
Bantamgewicht: 33. Platz

- John Mirona
Federgewicht: 17. Platz

- Tobi Pelly
Leichtgewicht: 17. Platz

- Abdullah Ramadan
Halbmittelgewicht: 17. Platz

- Mohamed Hammad
Superschwergewicht: 9. Platz

### Leichtathletik
- Omer Khalifa
1500 Meter: 12. Platz

- Abdel Rahman Massad
5000 Meter: Vorläufe

- Ahmed Musa Jouda
10.000 Meter: Vorläufe